# Ethylenglycolmonobenzylether
Ethylenglycolmonobenzylether ist eine chemische Verbindung aus der Gruppe der Glycolether.

## Gewinnung und Darstellung
Ethylenglycolmonobenzylether kann aus Ethylenglycol gewonnen werden.

## Eigenschaften
Ethylenglycolmonobenzylether ist eine farblose Flüssigkeit.

## Verwendung
Ethylenglycolmonobenzylether kann zur Synthese anderer chemischer Verbindungen und als Lösungsmittel verwendet werden.